# 洛满镇
洛满镇，是中华人民共和国广西壮族自治区柳州市柳江区下辖的一个乡镇级行政单位。
2019年6月，柳州市人民政府下发《关于调整市辖区部分行政区划的通知》，正式将柳江区的流山镇、洛满镇划入柳南区管辖。区划代码改为450204101。

## 行政区划
洛满镇下辖以下地区：
洛满社区、洛满村、古洲村、洛河村、顶建村、露南村、福塘村、龙范村、高兴村、北林村、桥木村、凤山村、凤阳村和露塘农场生活区。